# Brice Ferrer
Pour les articles homonymes, voir Ferrer.
Pas d'image ? Cliquez ici

a Compétitions nationales et continentales officielles uniquement.

b Matchs officiels uniquement.
Dernière mise à jour le 17 février 2025.
Brice Ferrer, né le 12 avril 1994, est un joueur de nationalité française et international espagnol de rugby à XV qui évolue aux postes de troisième ligne aile et troisième ligne centre.

## Biographie
Originaire de Ginestas dans l'Aude,, Brice Ferrer est licencié dans sa jeunesse auprès du club argeliésois du Bassin Sud minervois, évoluant au sein de l'école de rugby à XV de GAOBS. Il évolue ensuite pendant une année avec les juniors du RC Narbonne. De retour au Bassin Sud minervois, il remporte avec les cadets le titre de champion du secteur « Grand Sud », face à l'équipe de Léguevin sur le terrain de Bram.
Suivant un DUT en génie civil dans la région toulousaine, il continue de pratiquer le rugby au sein de l'AS Tournefeuille à partir de 2013,,, avant d'être prêté aux espoirs du Stade toulousain pour la saison 2015-2016,,.
Sans perspective d'évolution au sein du club toulousain, il s'engage ensuite avec le Tarbes PR, évoluant alors en Fédérale 1. Néanmoins, une rupture de ligament au genou droit l'éloigne des terrains pour la quasi-totalité de la saison.
Après cette première saison en Fédérale 1, il rejoint le SO Chambéry, toujours dans la même division.
Il signe ensuite à l'intersaison 2018 un contrat de deux saisons avec l'US Dax, tout juste reléguée en Fédérale 1. Après une première saison satisfaisante, il paraphe une année de contrat optionnelle supplémentaire, et devient un des cadres de l'équipe pour ses deux premières saisons. Alors que l'US Dax dispute le nouveau championnat de Nationale pour la saison 2020-2021, il est l'auteur d'un début de saison complet, disputant l'intégralité des premières rencontres du club landais.
Après un premier stage d'entraînement avec l'équipe d'Espagne début février 2021, Ferrer est rappelé un mois plus tard dans le groupe du XV del León pour la préparation du championnat d'Europe, synonyme cette saison de tournoi qualificatif pour la Coupe du monde 2023. Aligné en tant que remplaçant pour la première rencontre, il connaît ainsi sa première cape internationale sous le maillot de l'Espagne le 14 mars 2021, affrontant la Géorgie à domicile, au stade national complutense,. En club, il prolonge finalement pour une année supplémentaire à l'intersaison, puis pour deux autres en 2022.
En club, la saison 2022-2023 se clôt sur une promotion en Pro D2 et un titre de vice-champion, Ferrer participant à la finale concédée contre le Valence Romans DR. Jouant les premiers matchs professionnels de sa carrière en Pro D2, il joue cette saison plusieurs matchs dans l'alignement de la deuxième ligne plutôt qu'à son emplacement usuel en troisième ligne. En cours de saison 2024-2025, son contrat est prolongé jusqu'en 2027.

## Palmarès
- Championnat de France cadet :
  - Vainqueur secteur « grand Sud » : 2011.
- Championnat de France de Nationale :
  - Vice-champion : 2023 avec l'US Dax.

## Statistiques en équipe nationale
| Année | Compétition                     | Matchs | Points | Essais |
| ----- | ------------------------------- | ------ | ------ | ------ |
| 2021  | Championnat d'Europe 2020-2021, | 2      | 0      | 0      |
| 2021  | Test matchs à domicile,         | 1      | 0      | 0      |
| 2022  | Test matchs à domicile          | 3      | 0      | 0      |
| 2023  | Championnat d'Europe 2022-2023  | 2      | 15     | 3      |
| 2024  | Championnat d'Europe 2023-2024  | 3      | 5      | 1      |
| 2024  | Test matchs à domicile          | 1      | 0      | 0      |
| 2025  | Championnat d'Europe 2024-2025  | 1      | 0      | 0      |
| Total | Total                           | 13     | 20     | 4      |